# Kohima (district)
Kohima is een district van de Indiase staat Nagaland. Het district telt 314.366 inwoners (2001) en heeft een oppervlakte van 3113 km².
Dimapur · Kiphire · Kohima · Longleng · Mokokchung · Mon · Noklak · Peren · Phek · Tuensang · Wokha · Zunheboto